# George Hamilton (1er comte d'Orkney)
Pour les articles homonymes, voir George Hamilton et Hamilton.
George Hamilton, 1er comte d'Orkney (9 février 1666 au Hamilton Palace dans le Lanarkshire, Écosse - 29 janvier 1737 à Londres), aussi dénommé Lord George Hamilton de 1666 à 1696, est un militaire britannique et un aristocrate écossais. C'est le premier officier britannique promu au rang de field marshal. Après avoir dirigé un régiment en Irlande pour la cause de Guillaume III d'Orange-Nassau pendant la Glorieuse Révolution, il commande un régiment dans les Low Countries pendant la guerre de la Ligue d'Augsbourg. En 1704, il mène l'assaut final des alliés à la bataille de Blenheim en dirigeant 8 bataillons contre le village et en acceptant la capitulation des forces françaises. À la bataille de Malplaquet, il dirige 15 bataillons d'infanterie lors d'un assaut sanglant contre les retranchements français. Ultérieurement, il est nommé Lord of the Bedchamber de George Ier puis gouverneur du château d'Édimbourg.

## Biographie
Fils de William Hamilton, et d'Anne, 3e duchesse d'Hamilton, George naît au Hamilton Palace dans le Lanarkshire en Écosse. Il est accepté dans les Royal Scots, un régiment où son oncle, George Douglas, 1er comte de Dumbarton, était colonel, le 9 mai 1684.
George Hamilton est promu lieutenant-colonel du Lloyd's Regiment des Enniskillen Foot en juin 1689 puis, ayant été promu brevet colonel, il dirige un régiment à la bataille de la Boyne en juillet 1690, au siège d'Athlone en juin 1691 et à la bataille d'Aughrim, où il est blessé, en juillet 1691 pendant la guerre williamite en Irlande. En octobre 1691, il commande un régiment au siège de Limerick. Il est promu colonel des Royal Fusiliers en janvier 1692 avant de combattre dans ce régiment à la bataille de Steinkerque en août 1692 dans les Low Countries pendant la guerre de la Ligue d'Augsbourg. Promu au rang de colonel du 1st Regiment of Foot vers la fin de 1692, il combat également en Irlande avant de retourner sur le continent européen pour la bataille de Landen en juillet 1693 et au siège de Namur de 1695, où il est blessé en juillet.
En 1695, Hamilton épouse Elizabeth Villiers, une ancienne maîtresse de Guillaume III d'Orange-Nassau. Ils auront trois filles : lady Anne (suo jure comtesse d'Orkney), lady Frances et lady Henrietta. Le 3 janvier 1696, Hamilton est honoré des titres de Earl of Orkney, Viscount Kirkwall et Baron Dechmont dans la pairie d'Écosse. Quelque temps plus tard, il acquiert des domaines à Taplow Court et Cliveden. Il est nommé, en 1698, gouverneur de la Virginie britannique, mais ne serait jamais allé dans cette colonie.

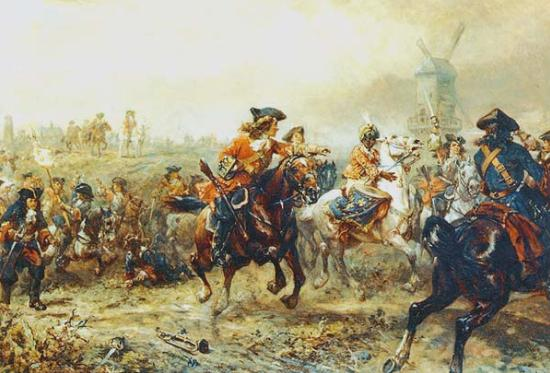
Les King's Horse à la bataille de Ramillies capturent un timbalier de cavalerie française. C'est pendant cette bataille que George Hamilton fait diversion puis transforme la manœuvre en un assaut concluant.

Promu major-général le 9 mars 1702, George Hamilton combat sous les ordres du duc de Marlborough au siège de Stevensweert en octobre 1702 pendant la guerre de Succession d'Espagne. Promu au rang de lieutenant-général le 1er janvier 1704, il est sacré chevalier de l'ordre du Chardon plus tard cette même année. Lors de la bataille de Blenheim (1704), il mène l'assaut final contre les forces françaises en dirigeant 8 bataillons ; il accepte la capitulation des Français en août 1704. Après avoir mené une colonne depuis la Moselle, il fait lever le siège de la ville de Liège en juin 1705.
George Hamilton fait diversion lors de la bataille de Ramillies puis transforme la manœuvre en un assaut concluant ; il doit cependant se retirer avant de poursuivre sans relâche les troupes françaises vaincues en mai 1706. Il prend également part au siège de Menin en juillet 1706 puis joue un rôle majeur à la bataille d'Audenarde en juillet 1708. Il combat aussi lors du passage du fleuve Escaut en novembre 1708, combat pendant le siège de Tournai en juin 1709 et dirige la charge de 15 bataillons d'infanterie lors d'un assaut sanglant contre les retranchements français à la bataille de Malplaquet en septembre 1709.
Promu général of foot en 1710, George Hamilton est nommé Lord Lieutenant de Lanarkshire en 1711. Il retourne sur le continent européen en 1712 et continue de commander dans l'armée britannique, mais sous les ordres du duc d'Ormonde, devenu général en chef des forces britanniques, lors des sièges de Douai et de Bouchain jusqu'en 1713.
George Hamilton est nommé Lord of the Bedchamber de George Ier puis gouverneur du château d'Édimbourg en 1714. En tant que représentant des pairs d'Écosse, il siège au parlement britannique. Promu field marshal (la premier à occuper ce poste) le 31 janvier 1735, il commande la construction d'un temple pour sa maison dans le Buckinghamshire auprès de l'architecte Giacomo Leoni plus tard cette année.
Il meurt à sa maison d'Albemarle Street à Londres le 29 janvier 1737 et son corps est enterré à Taplow Court. En 1733, John Michael Rysbrack sculpte un buste en marbre en stylisant Hamilton comme un centurion romain. Dans sa jeunesse, Rysbrack aurait observé Hamilton lorsqu'il est entré dans Anvers peu après la victoire de Ramillies. Le buste fait partie des collections du Victoria and Albert Museum.

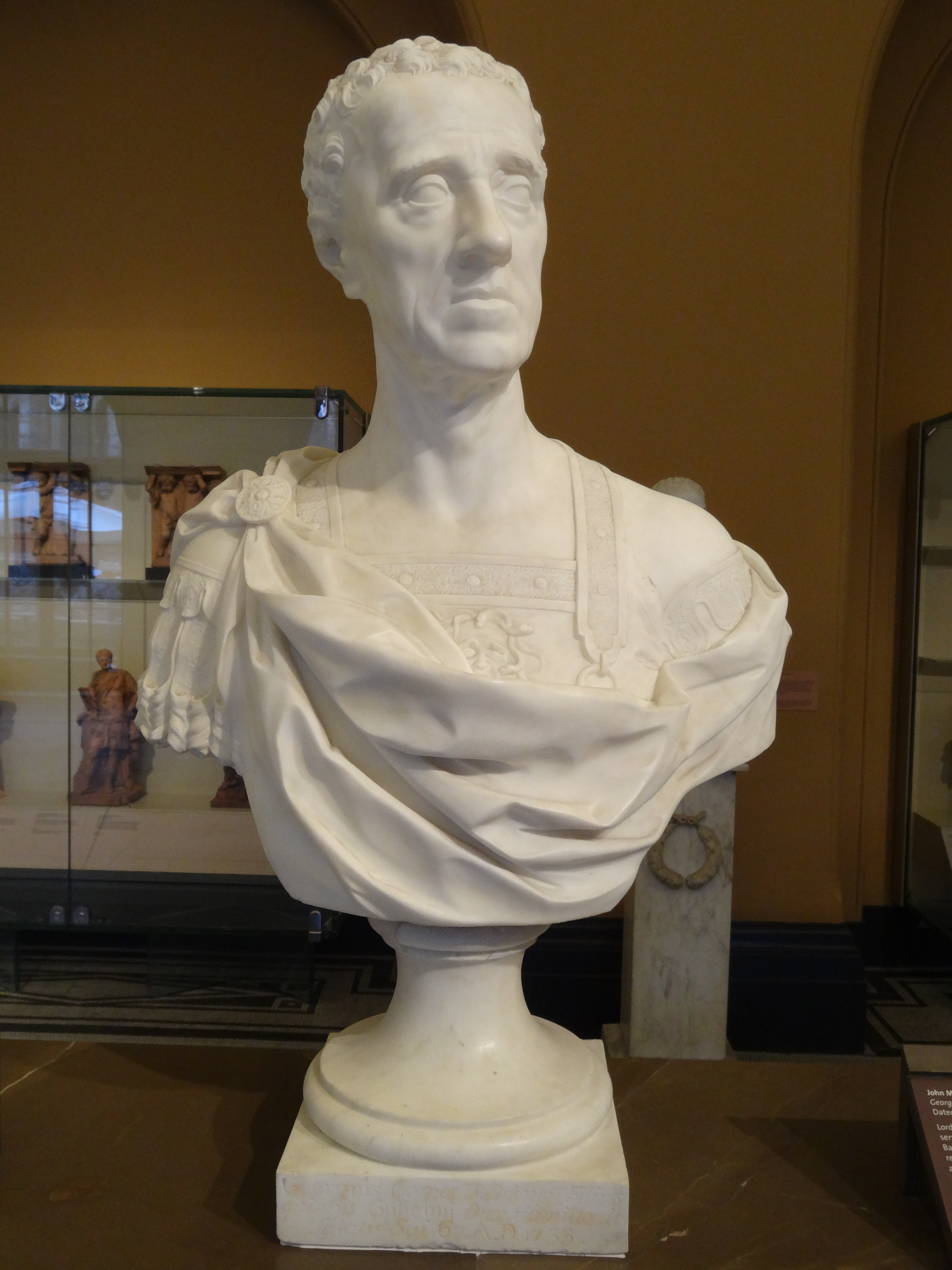
Hamilton représenté comme un centurion romain (1733). Sculpture de John Michael Rysbrack.